# Liste des titres musicaux numéro un en Allemagne en 1966
Cette page liste les titres numéro un dans les meilleures ventes de disques en Allemagne pour l'année 1966 selon Media Control Charts. 
Les classements sont issus des 100 meilleures ventes de singles et des 100 meilleures ventes d'albums. Ils se déroulent du vendredi au jeudi, et sont publiés le mardi par l'industrie musicale allemande.

## Classement des singles
| №  | Date         | Artiste                              | Titre                            |
| -- | ------------ | ------------------------------------ | -------------------------------- |
| 1  | 1er janvier  | The Rolling Stones                   | Get Off of My Cloud              |
| 2  | 8 janvier    | The Rolling Stones                   | Get Off of My Cloud              |
| 3  | 15 janvier   | The Rolling Stones                   | Get Off of My Cloud              |
| 4  | 22 janvier   | Drafi Deutscher                      | Marmor, Stein und Eisen bricht   |
| 5  | 29 janvier   | Drafi Deutscher                      | Marmor, Stein und Eisen bricht   |
| 6  | 5 février    | Chris Andrews                        | Yesterday Man                    |
| 7  | 12 février   | Chris Andrews                        | Yesterday Man                    |
| 8  | 19 février   | Chris Andrews                        | Yesterday Man                    |
| 9  | 26 février   | Chris Andrews                        | Yesterday Man                    |
| 10 | 5 mars       | Chris Andrews                        | Yesterday Man                    |
| 11 | 12 mars      | Roy Black                            | Ganz in Weiß                     |
| 12 | 19 mars      | Roy Black                            | Ganz in Weiß                     |
| 13 | 26 mars      | Roy Black                            | Ganz in Weiß                     |
| 14 | 2 avril      | The Rolling Stones                   | 19th Nervous Breakdown           |
| 15 | 9 avril      | The Rolling Stones                   | 19th Nervous Breakdown           |
| 16 | 16 avril     | Nancy Sinatra                        | These Boots Are Made for Walkin' |
| 17 | 23 avril     | Nancy Sinatra                        | These Boots Are Made for Walkin' |
| 18 | 30 avril     | Nancy Sinatra                        | These Boots Are Made for Walkin' |
| 19 | 7 mai        | Nancy Sinatra                        | These Boots Are Made for Walkin' |
| 20 | 14 mai       | Nancy Sinatra                        | These Boots Are Made for Walkin' |
| 21 | 21 mai       | Nancy Sinatra                        | These Boots Are Made for Walkin' |
| 22 | 28 mai       | Freddy Quinn                         | Hundert Mann und ein Befehl      |
| 23 | 4 juin       | Freddy Quinn                         | Hundert Mann und ein Befehl      |
| 24 | 11 juin      | The Beach Boys                       | Sloop John B                     |
| 25 | 18 juin      | The Beach Boys                       | Sloop John B                     |
| 26 | 25 juin      | The Beach Boys                       | Sloop John B                     |
| 27 | 2 juillet    | The Beach Boys                       | Sloop John B                     |
| 28 | 9 juillet    | The Beach Boys                       | Sloop John B                     |
| 29 | 16 juillet   | The Beatles                          | Paperback Writer                 |
| 30 | 23 juillet   | The Beatles                          | Paperback Writer                 |
| 31 | 30 juillet   | The Beatles                          | Paperback Writer                 |
| 32 | 6 août       | Frank Sinatra                        | Strangers in the Night           |
| 33 | 13 août      | Frank Sinatra                        | Strangers in the Night           |
| 34 | 20 août      | Frank Sinatra                        | Strangers in the Night           |
| 35 | 27 août      | Frank Sinatra                        | Strangers in the Night           |
| 36 | 3 septembre  | Frank Sinatra                        | Strangers in the Night           |
| 37 | 10 septembre | Frank Sinatra                        | Strangers in the Night           |
| 38 | 17 septembre | Frank Sinatra                        | Strangers in the Night           |
| 39 | 24 septembre | Frank Sinatra                        | Strangers in the Night           |
| 40 | 1er octobre  | The Beatles                          | Yellow Submarine                 |
| 41 | 8 octobre    | The Beatles                          | Yellow Submarine                 |
| 42 | 15 octobre   | The Beatles                          | Yellow Submarine                 |
| 43 | 22 octobre   | The Beatles                          | Yellow Submarine                 |
| 44 | 29 octobre   | The Beatles                          | Yellow Submarine                 |
| 45 | 5 novembre   | Dave Dee, Dozy, Beaky, Mick and Tich | Bend It                          |
| 46 | 12 novembre  | Dave Dee, Dozy, Beaky, Mick and Tich | Bend It                          |
| 47 | 19 novembre  | Dave Dee, Dozy, Beaky, Mick and Tich | Bend It                          |
| 49 | 26 novembre  | Dave Dee, Dozy, Beaky, Mick and Tich | Bend It                          |
| 50 | 3 décembre   | Dave Dee, Dozy, Beaky, Mick and Tich | Bend It                          |
| 51 | 10 décembre  | Dave Dee, Dozy, Beaky, Mick and Tich | Bend It                          |
| 52 | 17 décembre  | Dave Dee, Dozy, Beaky, Mick and Tich | Bend It                          |
| 53 | 24 décembre  | The Kinks                            | Dandy                            |
| 54 | 31 décembre  | The Kinks                            | Dandy                            |

## Classement des albums
| №  | Date         | Artiste             | Titre                              |
| -- | ------------ | ------------------- | ---------------------------------- |
| 1  | 1er janvier  | The Rolling Stones  | Bravo Rolling Stones (Hör Zu)      |
| 2  | 8 janvier    | The Rolling Stones  | Bravo Rolling Stones (Hör Zu)      |
| 3  | 15 janvier   | The Rolling Stones  | Bravo Rolling Stones (Hör Zu)      |
| 4  | 22 janvier   | The Rolling Stones  | Bravo Rolling Stones (Hör Zu)      |
| 5  | 29 janvier   | The Rolling Stones  | Bravo Rolling Stones (Hör Zu)      |
| 6  | 5 février    | Esther & Abi Ofarim | Neue Songs der Welt                |
| 7  | 12 février   | Esther & Abi Ofarim | Neue Songs der Welt                |
| 8  | 19 février   | Esther & Abi Ofarim | Neue Songs der Welt                |
| 9  | 26 février   | Esther & Abi Ofarim | Neue Songs der Welt                |
| 10 | 5 mars       | The Beatles         | Rubber Soul                        |
| 11 | 12 mars      | The Beatles         | Rubber Soul                        |
| 12 | 19 mars      | The Beatles         | Rubber Soul                        |
| 13 | 26 mars      | The Beatles         | Rubber Soul                        |
| 14 | 2 avril      | The Beatles         | Rubber Soul                        |
| 15 | 9 avril      | The Beatles         | Rubber Soul                        |
| 16 | 16 avril     | The Beatles         | Rubber Soul                        |
| 17 | 23 avril     | The Beatles         | Rubber Soul                        |
| 18 | 30 avril     | The Beatles         | Rubber Soul                        |
| 19 | 7 mai        | The Beatles         | Rubber Soul                        |
| 20 | 14 mai       | The Beatles         | Rubber Soul                        |
| 21 | 21 mai       | The Beatles         | Rubber Soul                        |
| 22 | 28 mai       | The Beatles         | Rubber Soul                        |
| 23 | 4 juin       | The Beatles         | Rubber Soul                        |
| 24 | 11 juin      | The Beatles         | Rubber Soul                        |
| 25 | 18 juin      | The Beatles         | Rubber Soul                        |
| 26 | 25 juin      | The Beatles         | Rubber Soul                        |
| 27 | 2 juillet    | The Rolling Stones  | Aftermath                          |
| 28 | 9 juillet    | The Rolling Stones  | Aftermath                          |
| 29 | 16 juillet   | The Rolling Stones  | Aftermath                          |
| 30 | 23 juillet   | The Rolling Stones  | Aftermath                          |
| 31 | 30 juillet   | The Rolling Stones  | Aftermath                          |
| 32 | 6 août       | The Rolling Stones  | Aftermath                          |
| 33 | 13 août      | The Rolling Stones  | Aftermath                          |
| 34 | 20 août      | The Rolling Stones  | Aftermath                          |
| 35 | 27 août      | The Rolling Stones  | Aftermath                          |
| 36 | 3 septembre  | The Beatles         | Revolver                           |
| 37 | 10 septembre | The Beatles         | Revolver                           |
| 38 | 17 septembre | The Beatles         | Revolver                           |
| 39 | 24 septembre | The Beatles         | Revolver                           |
| 40 | 1er octobre  | The Beatles         | Revolver                           |
| 41 | 8 octobre    | The Beatles         | Revolver                           |
| 42 | 15 octobre   | The Beatles         | Revolver                           |
| 43 | 22 octobre   | The Beatles         | Revolver                           |
| 44 | 29 octobre   | The Beatles         | Revolver                           |
| 45 | 5 novembre   | Esther & Abi Ofarim | Das neue Esther & Abi Ofarim Album |
| 46 | 12 novembre  | Esther & Abi Ofarim | Das neue Esther & Abi Ofarim Album |
| 47 | 19 novembre  | Esther & Abi Ofarim | Das neue Esther & Abi Ofarim Album |
| 49 | 26 novembre  | Esther & Abi Ofarim | Das neue Esther & Abi Ofarim Album |
| 50 | 3 décembre   | Esther & Abi Ofarim | Das neue Esther & Abi Ofarim Album |
| 51 | 10 décembre  | Esther & Abi Ofarim | Das neue Esther & Abi Ofarim Album |
| 52 | 17 décembre  | Esther & Abi Ofarim | Das neue Esther & Abi Ofarim Album |
| 53 | 24 décembre  | Esther & Abi Ofarim | Das neue Esther & Abi Ofarim Album |
| 54 | 31 décembre  | Esther & Abi Ofarim | Das neue Esther & Abi Ofarim Album |